# Hadena pygmaea
Hadena pygmaea är en fjärilsart som beskrevs av Charles Boursin 1962. Hadena pygmaea ingår i släktet Hadena och familjen nattflyn. Inga underarter finns listade i Catalogue of Life.